# Ixquick
Ixquick was een in Nederland en de Verenigde Staten gevestigde metazoekmachine. De maatschappij werd in 1998 opgericht door David Bodnick in New York. De zoekmachine ging in 2000 over naar Surfboard Holding B.V., gevestigd te Zeist. Ixquick legde zich vooral toe op het waarborgen van de privacy van de gebruiker bij het aanbieden van zoekresultaten. Op 30 maart 2016 werd Ixquick.com samengevoegd met Startpage.com.

## Werkwijze
Ixquick gaf voor elke zoekopdracht de top tien van de resultaten van verschillende zoekmachines. Het rangschikte de resultaten door het toekennen van een ster voor elk resultaat dat is gevonden door een zoekmachine. De door de meeste zoekmachines gevonden resultaten werden door Ixquick in de classificatie beschouwd als de beste resultaten. De gebruiker kon zoeken in 17 talen, en het was mogelijk om lokale resultaten weer te geven.

## Privacy
Op 27 juni 2006 werd Ixquick de eerste zoekmachine die privégegevens van haar gebruikers verwijdert. IP-adressen en andere informatie die te herleiden zijn tot personen werden binnen 48 uur verwijderd. Sinds 29 januari 2009 werden door Ixquick helemaal geen IP-adressen meer opgeslagen.
In 2008 en opnieuw in 2015 werd het European Privacy Seal aan Ixquick toegekend.

## Nevendiensten
In 2010 lanceerde Ixquick de dienst Anoniem Surfen waarmee gebruikers het web via een proxyserver kunnen doorzoeken. Hierdoor wordt het IP-adres van de eindgebruiker nooit bekend bij de bezochte website. Daarnaast bood Ixquick sinds 2014 de e-maildienst StartMail met ingebouwde versleutelingsmogelijkheden.